# Georges Bruley des Varannes
Pour les articles homonymes, voir Bruley (homonymie).
Pour les autres membres de la famille, voir Famille Bruley.
Georges Bruley des Varannes, né le 24 septembre 1864 au Château de Vauraimbault à Montigné-le-Brillant, en Mayenne, mort à Toulon le 29 mai 1943, est un évêque catholique français, évêque de Monaco de 1920 à 1924.

## Biographie
Membre de la famille Bruley, famille établie en Champagne au XVIe siècle, il est né au Château de Vauraimbault, et est le fils de Georges-Prudent Bruley, procureur impérial à Mayenne, et de son épouse Aline, née  Hubert.

### Formation
Il effectue ses études au Lycée de Laval, puis au Collège Stanislas. Il entre au Séminaire des Missions étrangères en 1886. Il y reçoit les ordres mineurs en 1887, puis le diaconat en 1889. Il devient prêtre en 1889.

### Prêtre
Il est aumônier militaire à partir de 1889, il est en Chine, au Japon. Après son arrivée au Japon, il consacre quelques mois à l'étude de la langue japonaise. Il étudie les coutumes du Japon. Il est à Matsumoto jusqu'en 1892. Il rejoint le diocèse de Tours, où il est chanoine du chapitre de Saint-Martin de Tours.
Il est aumônier au corps expéditionnaire lors de l'expédition de Madagascar en 1895, il est chevalier de la Légion d'honneur le 30 janvier 1896. Il est aumônier de la Marine de 1896 à 1907. Aumônier militaire à l'ambulance du 36e corps d'armée, pendant la Première Guerre mondiale, il est fait officier de la Légion d'honneur
le 1er août 1915.

### Évêque
Protonotaire apostolique en 1918, il devient évêque de Monaco en 1920. Démissionnaire en 1924, il est nommé archevêque  in partibus de  Claudiopolis-en-Honoriade (de). Il passe ses dernières années à Toulon.

## Armoiries
D'argent au chevron d'azur accompagné de 2 grenades de gueules, feuillées et tigées de sinople en chef et d'un fer de lance de gueules futé de sable en pointe.